# Малатия
Футбольный клуб «Мала́тия» (арм. Ֆուտբոլային Ակումբ „Մալաթիա“ Երևան) — армянский футбольный клуб из города Ереван, основанный в 1990 году.

## Прежние названия
- 1990—1992: «Малатия» Ереван / «Киликия» Ереван
- 1993 — «Малатия-Киликия» Ереван
- 2001 — «Малатия» Ереван

## История

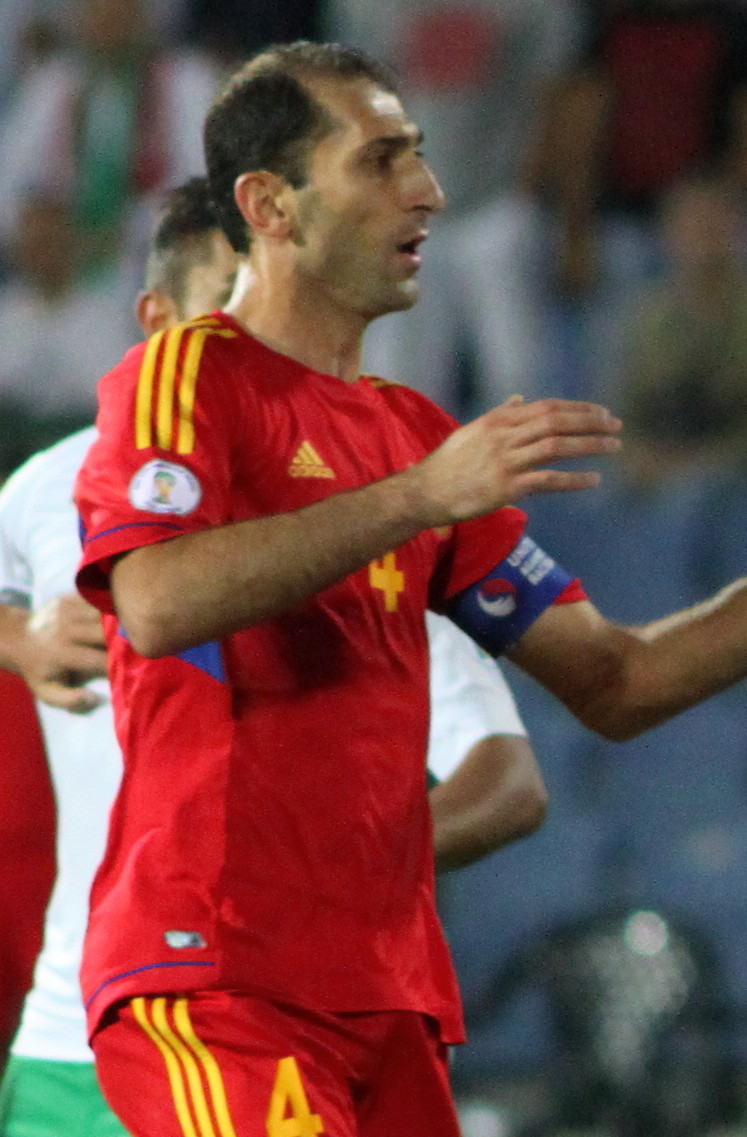
Саркис Овсепян начал свою карьеру в «Малатии»

В 1990 и 1991 годах команда играла во 2-й зоне второй низшей лиги первенства СССР (6-е место в 1990 году, 7-е — в 1991).
Первый сезон в чемпионате Армении, команда провела неважно, ей не хватило всего трёх очков, чтобы спастись, выбравшись из зоны вылета. Команда должна была провести следующий сезон лигой ниже, но после последовало воссоединение с клубом «Киликия» (не путать с клубом «Киликия» Ереван, который к тому моменту назывался АОСС), который в отличие от «Малатии» сохранил себе место в высшей лиге. Команда стала называться «Малатия-Киликия» Ереван. Сезон 1993 года стал повторением предыдущего. Команда опять заняла место в зоне вылета, на сей раз заняла последнее место. После окончания чемпионата клуб расформировался. Второе восхождение клуба датируется сезоном 2001. Команда играла в первой лиге и в предварительных, и в финальных играх за 1-4 места, заняла первое место. Однако по завершении чемпионата клуб отказался от участия в следующем сезоне Премьер-Лиги. Клуб потерял профессиональный статус став любительским.
В сентябре 2010 года в отборочном турнире чемпионата Европы среди любительских команд — Region’s Cup Армению представляла «Малатия». Командой руководил Армен Санамян, под руководством которого потерпела 3 поражения от: израильского «Кармел Сафедом» — 0:5, венгерской «Вест Хунгарии» — 1:2 и румынской «Прагова Мунтениа» — 1:3. В итоге Малатия заняла последнее, 4-е место и выбыла из дальнейшей борьбы.

## Достижения

### Национальные чемпионаты
Чемпион Первой лиги (1)2001

### Достижения игроков
- Лучшие бомбардиры сезона:
  - 2001 — Тигран Карабахцян (16) (в первой лиге)

## Главные тренеры клуба
- Самвел Дарбинян (1990)
- Геворг Папян (1991)
- Вагаршак Асланян (1992—1993)